# Batalla d'Artemísion
La batalla d'Artemísion o Artemisi va ser una sèrie de combats navals de tres dies que van tenir lloc durant la segona invasió persa de Grècia. La batalla va tenir lloc simultàniament amb la batalla terrestre a les Termòpiles, l'agost o setembre del 480 aC, davant de la costa d'Eubea i es va lliurar entre una aliança de ciutats estat gregues, incloses Esparta, Atenes, Corint i altres, contra l'Imperi Persa de Xerxes I.
La invasió persa va ser una resposta tardana a la derrota de la primera invasió persa de Grècia, que havia estat finalitzada per la victòria atenesa a la batalla de Marató. El rei Xerxes havia reunit un enorme exèrcit i marina, i es va proposar conquerir tota Grècia. El general atenès Temístocles va proposar que els grecs aliats bloquegessin l'avanç de l'exèrcit persa al pas de les Termòpiles i simultàniament bloquegessin la marina persa a l'estret d'Artemísion. Així, es va enviar una força naval aliada de 271 trirremes per esperar l'arribada dels perses.
En acostar-se a Artemísion cap a finals d'estiu, la marina persa va ser atrapada en una tempesta a la costa de Magnèsia i va perdre al voltant d'un terç dels seus 1200 vaixells. Després d'arribar a Artemísion, els perses van enviar un destacament de 200 vaixells al voltant de la costa d'Eubea per intentar atrapar els grecs, però van ser atrapats en una altra tempesta i van naufragar. L'acció principal de la batalla va tenir lloc després de dos dies de combats més petits. Les dues parts van lluitar tot el dia, amb pèrdues aproximadament iguals; no obstant això, la flota aliada més petita no es podia permetre les pèrdues.
Després del combat, els aliats van rebre notícies de la derrota de l'exèrcit aliat a les Termòpiles. Atès que la seva estratègia requeria la retenció a les Termòpiles i Artemísion, i donades les seves pèrdues, els aliats van decidir retirar-se a Salamina. Els perses van assolar el control de la Fòcida, després de Beòcia, i finalment van entrar a l'Àtica, on van capturar Atenes, ja evacuada. No obstant això, buscant una victòria decisiva sobre la flota aliada, els perses van ser derrotats més tard a la batalla de Salamina a finals del 480 aC. Per por de quedar-se atrapat a Europa, Xerxes es va retirar amb gran part del seu exèrcit a Àsia, deixant Mardoni per completar la conquesta de Grècia. L'any següent, però, va veure com un exèrcit aliat derrotava decisivament els perses a la batalla de Platea, posant fi a la invasió persa.

## Antecedents
Les ciutats estat gregues d'Atenes i Erètria havien donat suport a la fallida Revolta Jònica contra l'Imperi Persa de Darios el 499-494 aC. L'Imperi persa era encara relativament jove i propens a revoltes entre els seus pobles subjectes. A més, Darios era un usurpador i havia passat un temps considerable extingint revoltes contra el seu govern. La Revolta Jònica va amenaçar la integritat del seu imperi i, per tant, Darios es va comprometre a castigar els implicats (especialment aquells que no formaven part de l'imperi). Darios també va veure l'oportunitat d'expandir el seu imperi al fràgil món de l'antiga Grècia. Una expedició preliminar sota les ordres de Mardoni el 492 aC, per assegurar l'aproximació terrestre a Grècia, va tornar a conquerir Tràcia i va obligar Macedònia a convertir-se en un regne client totalment subordinat, part de Pèrsia. S'havia convertit en vassall o aliat ja a finals del segle vi aC, però seguia tenint autonomia. La campanya de Mardoni del 492 aC ho va canviar tot.
El 491 aC, Darios va enviar emissaris a totes les ciutats estat gregues, per demanar «terra i aigua» com a prova de la seva submissió a ell. Després d'haver demostrat el seu poder l'any anterior, la majoria de les ciutats gregues van estar obligades. Atenes, però, els ambaixadors van ser processats i després executats llançant-los a una fossa; a Esparta, simplement els van llançar a un pou.
Darios va constituir així unes forces especials amfíbies sota les ordres de Datis i Artafernes el 490 aC, i va atacar Naxos abans de rebre la submissió de les altres illes Cíclades. Les forces especials es va dirigir llavors cap a Erètria, que va ser assetjada i destruïda. Finalment, es va moure per atacar Atenes, i van desembarcar a la badia de Marató, on va ser trobat per un exèrcit atenès molt superior en nombre. En la següent batalla de Marató, els atenesos van obtenir una notable victòria, que va resultar en la retirada de l'exèrcit persa a Àsia.

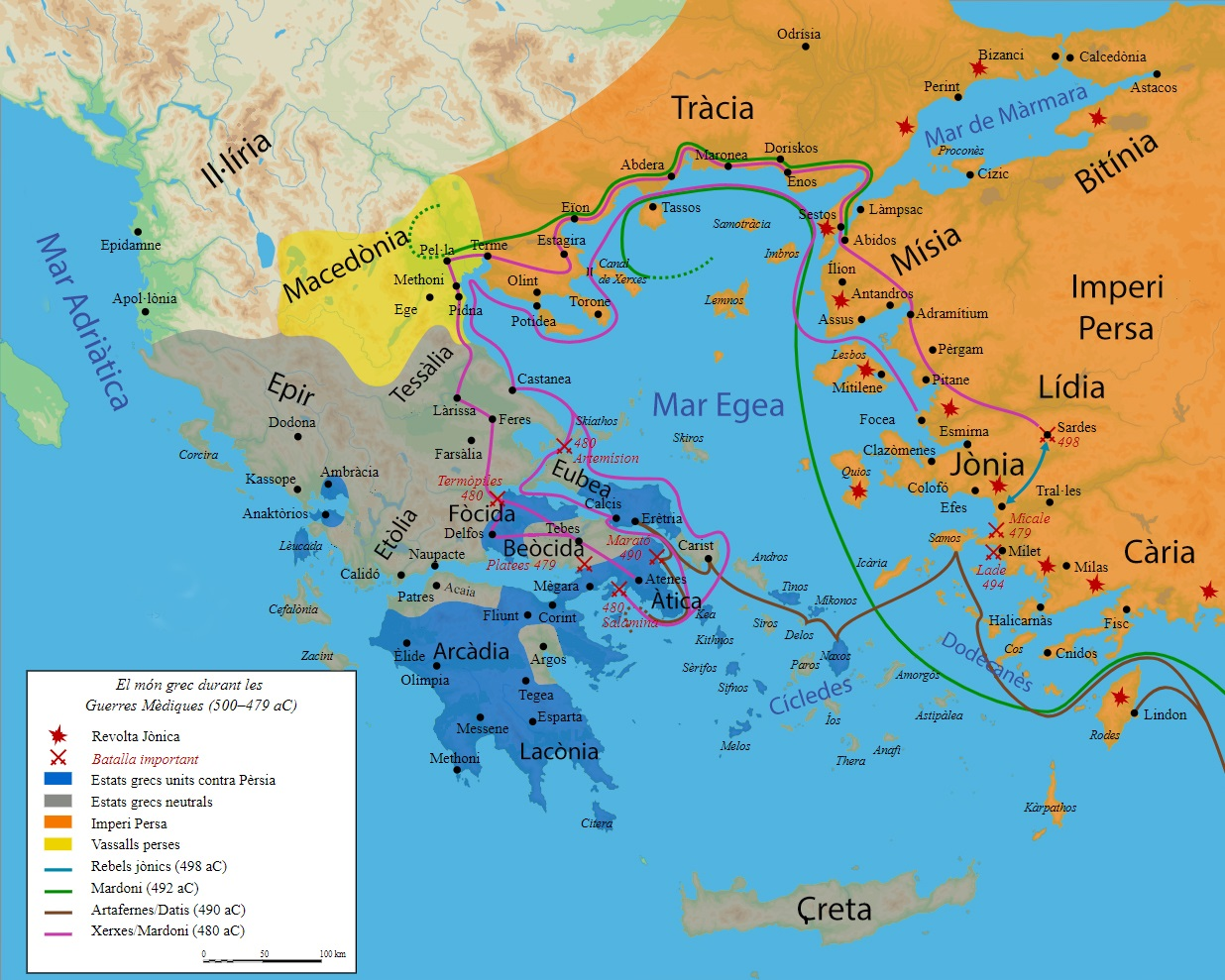
El món grec durant les Guerres Mèdiques

Per tant, Darios va començar a aixecar un enorme exèrcit nou amb el qual pretenia subjugar completament Grècia; no obstant això, el 486 aC, els seus súbdits egipcis es van revoltar, posposant indefinidament qualsevol expedició grega. Aleshores, Darios va morir mentre es preparava per marxar a Egipte, i el tron de Pèrsia va passar al seu fill Xerxes I. Xerxes va esclafar la revolta egípcia i va començar ràpidament els preparatius per a la invasió de Grècia. Com que aquesta havia de ser una invasió a gran escala, va requerir una planificació a llarg termini, apilament d'estocs i reclutament. Xerxes va decidir que Dardanels seria un pont per permetre que el seu exèrcit creués cap a Europa, i que s'hauria d'excavar un canal a través de l'istme del mont Athos (rodejant el cap, ja que una flota persa havia estat destruïda el 492 aC). Totes dues van ser proeses d'ambició excepcional, que haurien estat més enllà de qualsevol estat contemporani. A principis del 480 aC, els preparatius estaven acabats i l'exèrcit que Xerxes havia reunit a Sardes va marxar cap a Europa creuant Dardanels usant dos ponts de barques.
Els atenesos també s'havien estat preparant per a la guerra amb els perses des de mitjans de la dècada del 480 aC, i el 482 aC es va prendre la decisió, sota la guia del polític atenès Temistocles, de construir una flota massiva de trirremes que seria necessària per lluitar contra els perses. No obstant això, els atenesos no tenien la mà d'obra per lluitar a terra i mar; i per tant, combatre els perses requeriria una aliança de ciutats estat gregues. El 481 aC, Xerxes va enviar ambaixadors a tot Grècia demanant terra i aigua, però fent la deliberada omissió d'Atenes i Esparta. Així doncs, es va començar a unir el suport al voltant d'aquests dos estats líders. Un congrés de ciutats estats es va reunir a Corint a finals de tardor del 481 aC, i es va formar una aliança confederada de ciutats estat gregues. Tenia el poder d'enviar enviats per demanar ajuda i enviar tropes dels estats membres a punts defensius després d'una consulta conjunta. Això va ser notable per al món grec desconnectat, sobretot perquè moltes de les ciutats estats presents encara estaven tècnicament en guerra entre elles.

## Preludi
La flota aliada va navegar cap al nord, cap al cap d'Artemísion un cop es va saber que l'exèrcit persa avançava per la costa passant el mont Olim, probablement cap a finals de juliol o principis d'agost. Els aliats van entrar a Artemísion, probablement encallant els seus vaixells al capdavant, des d'on podien llançar-los ràpidament segons fos necessari. Els aliats van enviar tres vaixells a Escíatos com a exploradors per avisar de l'aproximació de la flota persa, però van passar dues setmanes sense tenir resposta. Finalment, deu trirremes van arribar a Escíatos, i la principal flota aliada va ser informada per un foc encès a l'illa. No obstant això, les patrulles aliades van ser capturades, dos vaixells van ser capturats i un tercer es va encallar.